# 森彰彦
森 彰彦（もり あきひこ、1966年 - 1998年1月8日）は北海道釧路市出身のゲームミュージック作曲家。DON、MORIMORI等の名前で作曲活動を行なっている事もあった。東京学芸大学卒業。1998年に胃癌の為、死去。

## 関わったゲーム作品
ゲームボーイ
- バリーファイア
  - 一見縦スクロールシューティングだが、操作は左右だけのインベーダースタイル。しかも、画面上方には下向きのライバル機がこちらに向かって攻撃してきて、自機にもライバル機にもダメージゲージがあり、球を当てるとゲージが減少する。そのため、対戦形式のシューティングゲームのような性質を帯びている。全8エリア、各エリア3ステージの構成。ライバル機が障害物に当たってもノーダメージである一方で時機が手前からの障害物に当たるとはさまれたような判定になり一気にゲージが0になるなどバランス面で問題があり、ミラー系の障害物に弾を打ちこんで跳弾でダメージを受けるライバル機などCPUの思考も弱い[1]。
- 絶対無敵ライジンオー
- 全日本プロレスジェット（佐々木筑紫と共同）

スーパーファミコン
- 鋼鉄の騎士
- 鋼鉄の騎士2 砂漠のロンメル軍団
- 鋼鉄の騎士3 −激突ヨーロッパ戦線−
- 競馬予想 馬券錬金術
- アクロバットミッション（サウンドプログラム）
- おとぼけ忍者コロシアム（佐々木筑紫と共同）
- 機動戦士Ζガンダム Away to the Newtype
- ギャラクシーロボ
- ごきんじょ冒険隊
- 紫炎 ザ・ブレイドチェイサー（佐々木筑紫と共同）
- スーパーブラックバス2
- スーパーエアダイバー
- 制服伝説 プリティ・ファイター
- バウンティ・ソード（サウンドプログラム、作曲は田中公平）
- ミスティックアーク
- レナス 古代機械の記憶（サウンドプログラム、作曲は田中公平）
- レナスII 封印の使徒（サウンドプログラム、作曲は田中公平）
- ワンダープロジェクトJ 機械の少年ピーノ

メガドライブ
- キューティー鈴木のリングサイドエンジェル

PCエンジン
- パワードリフト

NINTENDO 64
- ワンダープロジェクトJ2 コルロの森のジョゼット

プレイステーション
- 森の王国（編曲）
- ドラえもん2 SOS！おとぎの国

セガサターン
- 制服伝説 プリティ・ファイターX

PC9801/Windows 95
- 紺碧の艦隊2 PERFECT

## 関連人物
- 柴尾英令
- 田中公平